# Wellston (Misuri)
Wellston es una ciudad ubicada en el condado de San Luis en el estado estadounidense de Misuri. En el Censo de 2010 tenía una población de 2313 habitantes y una densidad poblacional de 958,21 personas por km².

## Geografía
Wellston se encuentra ubicada en las coordenadas 38°40′30″N 90°17′39″O / 38.67500, -90.29417. Según la Oficina del Censo de los Estados Unidos, Wellston tiene una superficie total de 2.41 km², de la cual 2.41 km² corresponden a tierra firme y (0%) 0 km² es agua.

## Demografía
Según el censo de 2010, había 2313 personas residiendo en Wellston. La densidad de población era de 958,21 hab./km². De los 2313 habitantes, Wellston estaba compuesto por el 2.38% blancos, el 95.42% eran afroamericanos, el 0.13% eran amerindios, el 0.22% eran asiáticos, el 0% eran isleños del Pacífico, el 0.13% eran de otras razas y el 1.73% pertenecían a dos o más razas. Del total de la población el 0.39% eran hispanos o latinos de cualquier raza.